# Fridrich Ludvig Germanovič Šrader

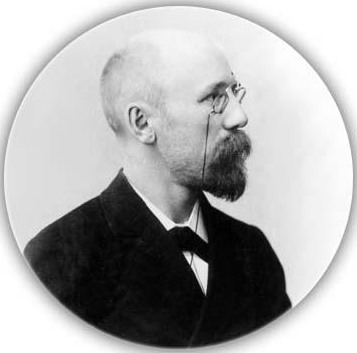
Fjodor Sologub (1863–1927), ruský spisovatel, básník a překladatel

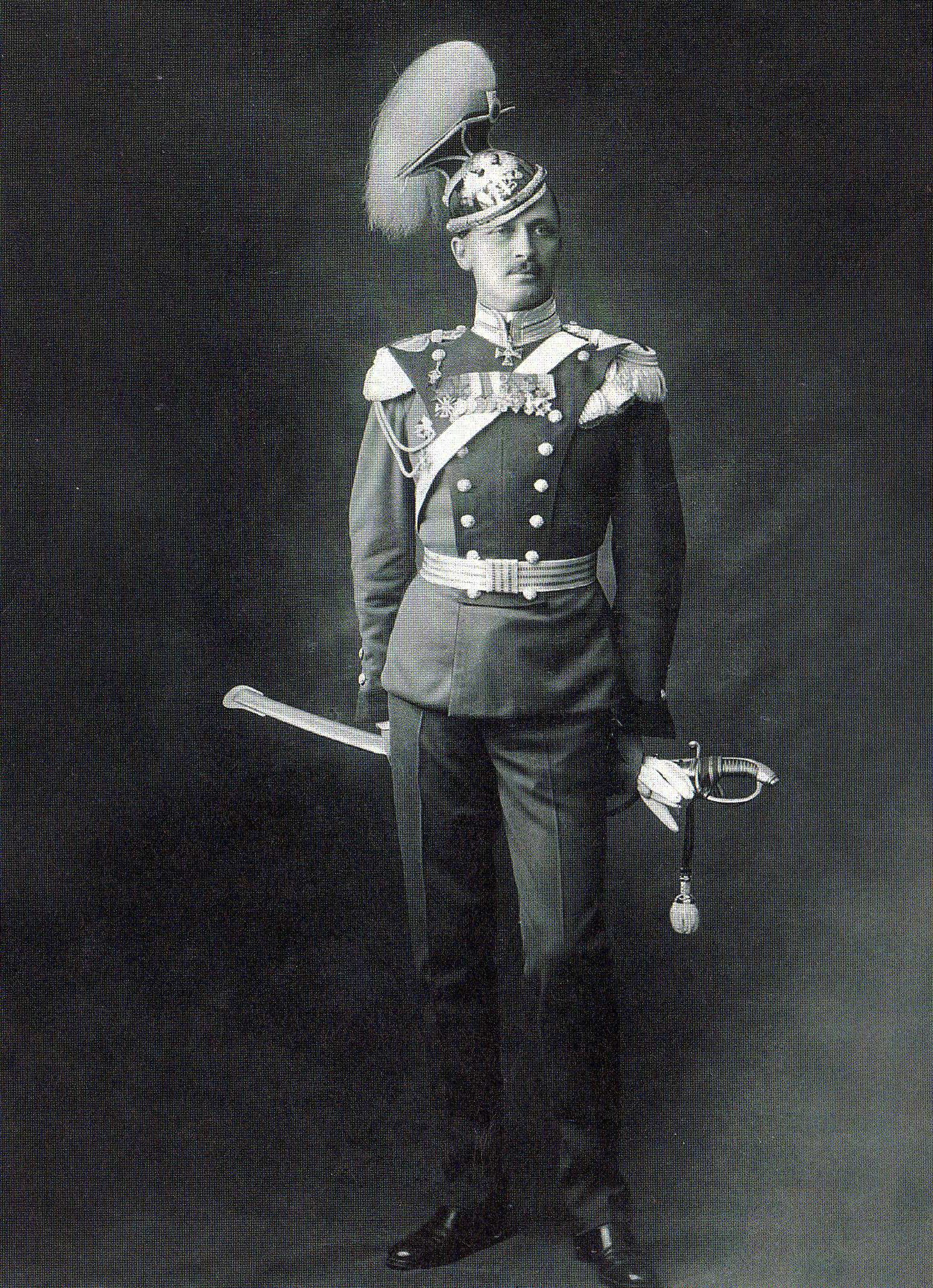
Plukovník Carl Gustaf Emil Mannerheim (1867–1951), prezident Finska

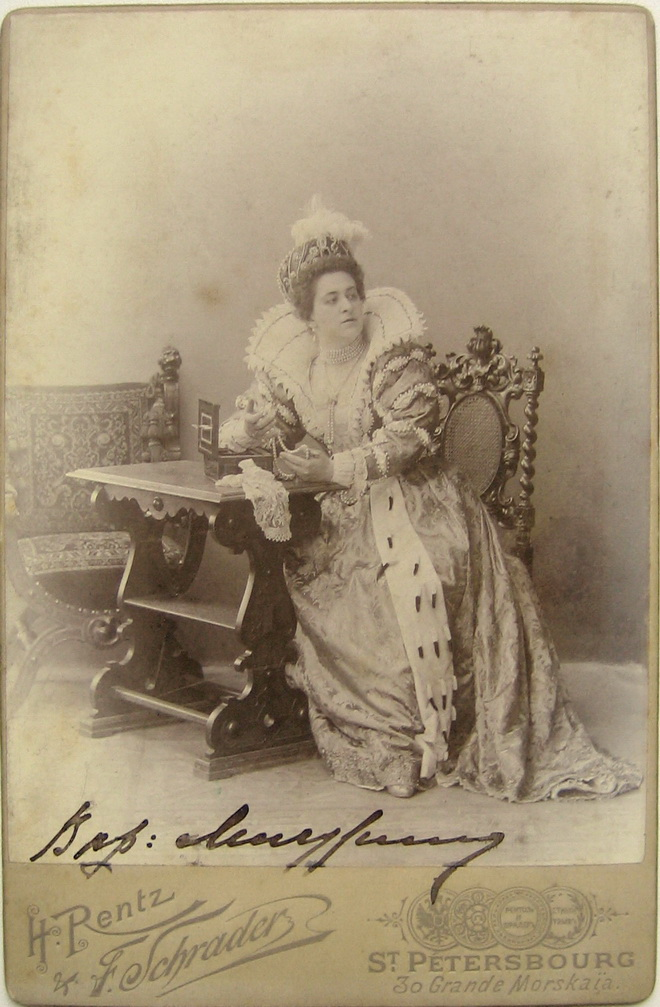
Věra A. Mičurina (1866–1948), herečka, umělkyně SSSR

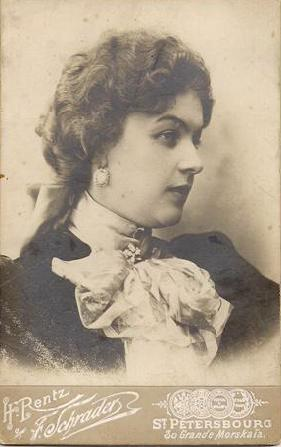
Anastasija D. Vjalceva (1871–1913), popová zpěvačka, operetní umělkyně

Fridrich Ludvig Germanovič Šrader (rusky: Фридрих Людвиг Германович Шрадер, 23. října 1854, Petrohrad – březen 1931, Světogorsk) byl petrohradský fotograf, „otec ruského portrétu v umělém osvětlení“, majitel společnosti A. Renz a F. Šrader (H. Rentz a F. Schrader).

## Životopis
Fridrichův otec byl Němec Johannovič (Ermolaj Ivanovič) vlastnil továrnu na nábytek a profesionálně se zabýval řezbářstvím. Jeho řezby jsou tedy k dispozici zejména v katedrále v Gatčině a katedrále ve Smolném. Otec také určil kariéru svého syna, dospělého Fridricha poslal do světa, aby studoval jako fotograf v Německu a Francii, a po svém návratu dostal práci ve fotoateliéru v Petrohradě „A. Rentz a spol. “ Vlastníkem zařízení Heinrich (Andrew) Rentz byl sourozenec Fridrichovy matky. V roce 1893 studio změnilo název na „A. Renz a F. Šrader“ (H. Rentz & F. Schrader), protože se stali partnery. Jejich rodinný podnik si toto jméno uchoval i po roce 1899, kdy byl Fridrich jediným majitelem. Ateliér byl vždy umístěn v centru Petrohradu, na ulici Bolšaja Morskaja, ale někdy se z objektivních důvodů nezávislých na majiteli přestěhoval a změnil číslo popisné domů: 32, 30, 27, 21.
Od roku 1901 dostal Friedrich příležitost na vlastních výrobcích umísťovat Státní znak Ruské říše, protože trvalé členství v Ruské císařské technické společnosti, které získal, toto privilegium automaticky umožnilo.
Obchod byl populární mezi všemi společenskými třídami hlavního města, vyznačoval se stálou kvalitou fotografií a vkusem v jejich designu. Na prestižních výstavách fotografií získával ceny a ocenění. V roce 1917 byla společnost „A. Renz a F. Šrader“ znárodněna bolševiky a změnila název.
V roce 1918 se Friedrich přestěhoval jako emigrant do města Vyborg, které v té době patřilo Finsku, které se oddělilo od Ruska. Po dvanácti letech, v roce 1930, se Friedrich usadil ve městě Enso (nyní Světogorsk). Zemřel ve Světogorsku v březnu roku 1931, bylo mu 76 let.

## Klienti fotoateliéru
Portréty státníků
- Portrét císaře Alexandra III na jachtě Polar Star
- Princ A. P. Oldenburg
- Ministr financí Ruska I. A. Vyšněgradskij
- Diplomat S. A. Poklevsky-Kozel, vyslanec Íránu, Japonska, Rumunska

Portréty vydavatelů, spisovatelů, novinářů:
- A. S. Suvorin
- Fjodor Sologub
- V. M. Doroševič

Portréty umělců:
- Ilja Repin
- L. F. Lagorio

Portréty operních zpěváků:
- Mattia Battistini (Itálie)

Portréty dramatických umělců
- V. F. Komissarževskaja
- V. A. Mičurina
- Zpěvačka A. D. Vjálceva

Portréty baletních tanečnic
- A. J. Vaganova
- P. P. Parfentjeva
- L. K. Vsevolodskaja
- J. F. Kšesinskaja

Portréty skladatelů a hudebníků
- Sergej Rachmaninov
- Milij Alexejevič Balakirev
- A. D. Šeremetěv
- Fjodor Ivanovič Šaljapin
- Alexandr Glazunov

Portréty důstojníků a státníků
- Alexej Alexejevič Brusilov
- Plukovník Carl Gustaf Emil Mannerheim, prezident Finska
- N. P. Liněvič, vrchní velitel ruské armády (1905–1906)

## Ocenění A. Renz a F. Schrader
- Čestná recenze na fotografické výstavě v Petrohradě 3. května 1891
- Nejvyšší ocenění panovníka Alexandra III. z roku 1891
- Stříbrná medaile na IV. fotografické výstavě v Petrohradě 30. března 1894
- Nejvyšší ocenění cara Mikuláše II. 26. října 1894
- Zlatá medaile na výstavě uměleckých fotografií v Moskvě únor – duben 1896
- Stříbrná medaile na Všeruské průmyslové výstavě v Nižním Novgorodu (fotografické oddělení) v říjnu 1896
- Stříbrná medaile na Stockholmské průmyslové a umělecké výstavě v říjnu 1897
- Ocenění „Rady ruské fotografické společnosti“ na 5. fotografické výstavě císařské ruské technické společnosti v dubnu 1898
- Velká cena na pařížské výstavě za účast na kolektivní práci členů oddělení Ruské císařské technické společnosti, říjen 1900
- Čestný diplom na Mezinárodní výstavě umění v Petrohradě 10. dubna 1903

## Fotografie ateliéru A. Renz a F. Schrader

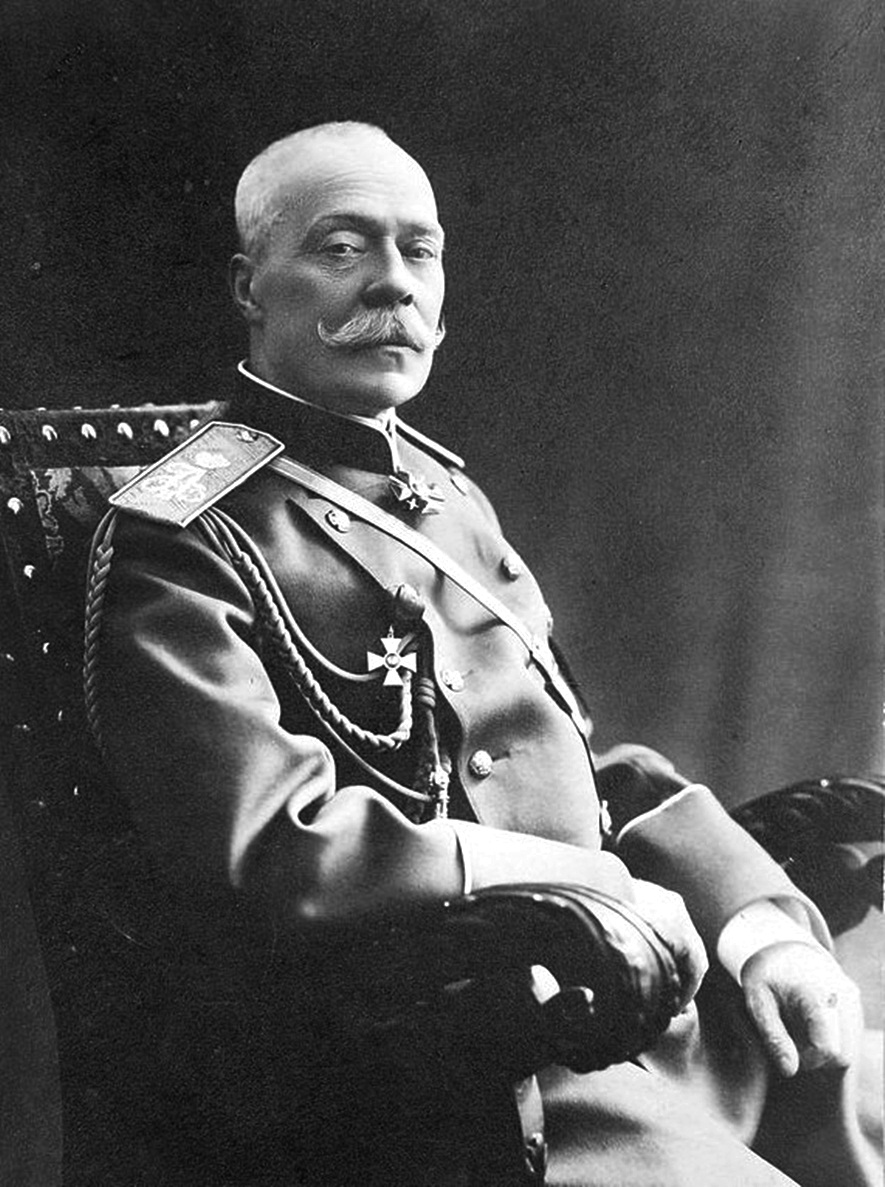
Princ A. P. Oldenburg (1844–1932), vnuk císaře Pavla I., generál pěchoty, senátor
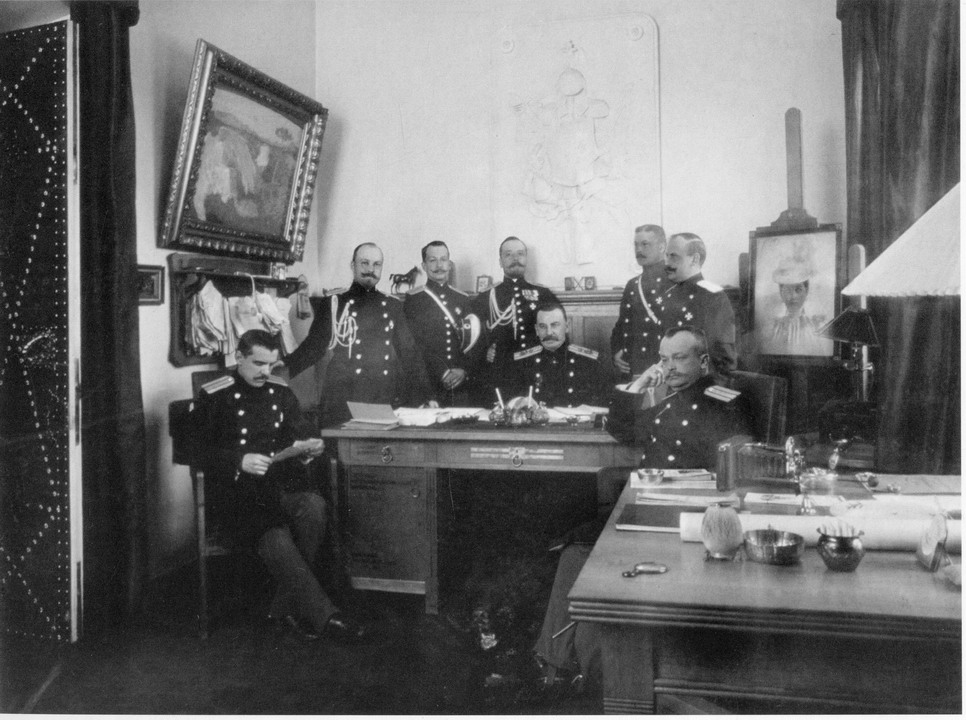
Kníže F. F. Jusupov (1856–1928), velitel pluku kavalérie
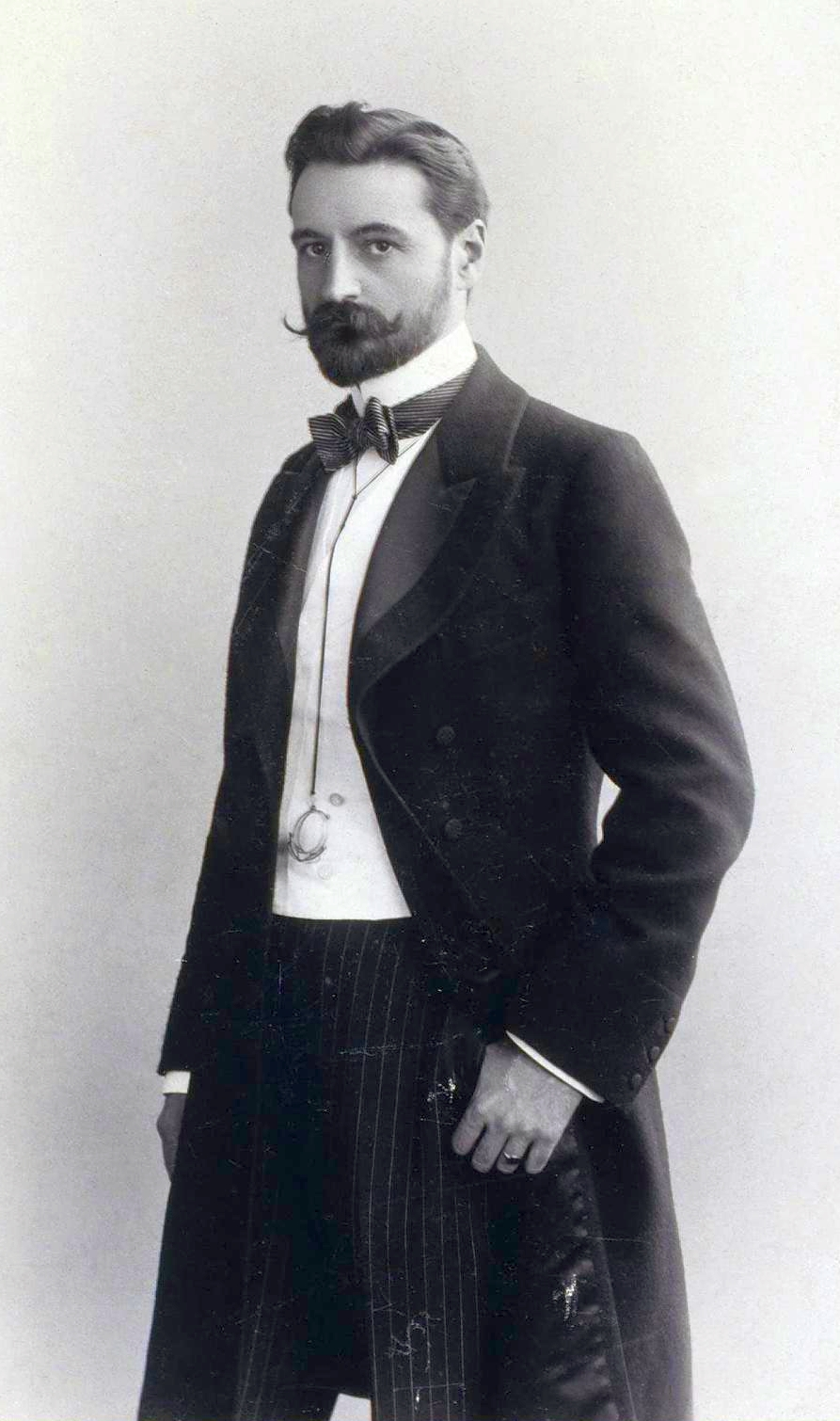
Kníže S. M. Volkonskij (1860–1937), ředitel císařských divadel
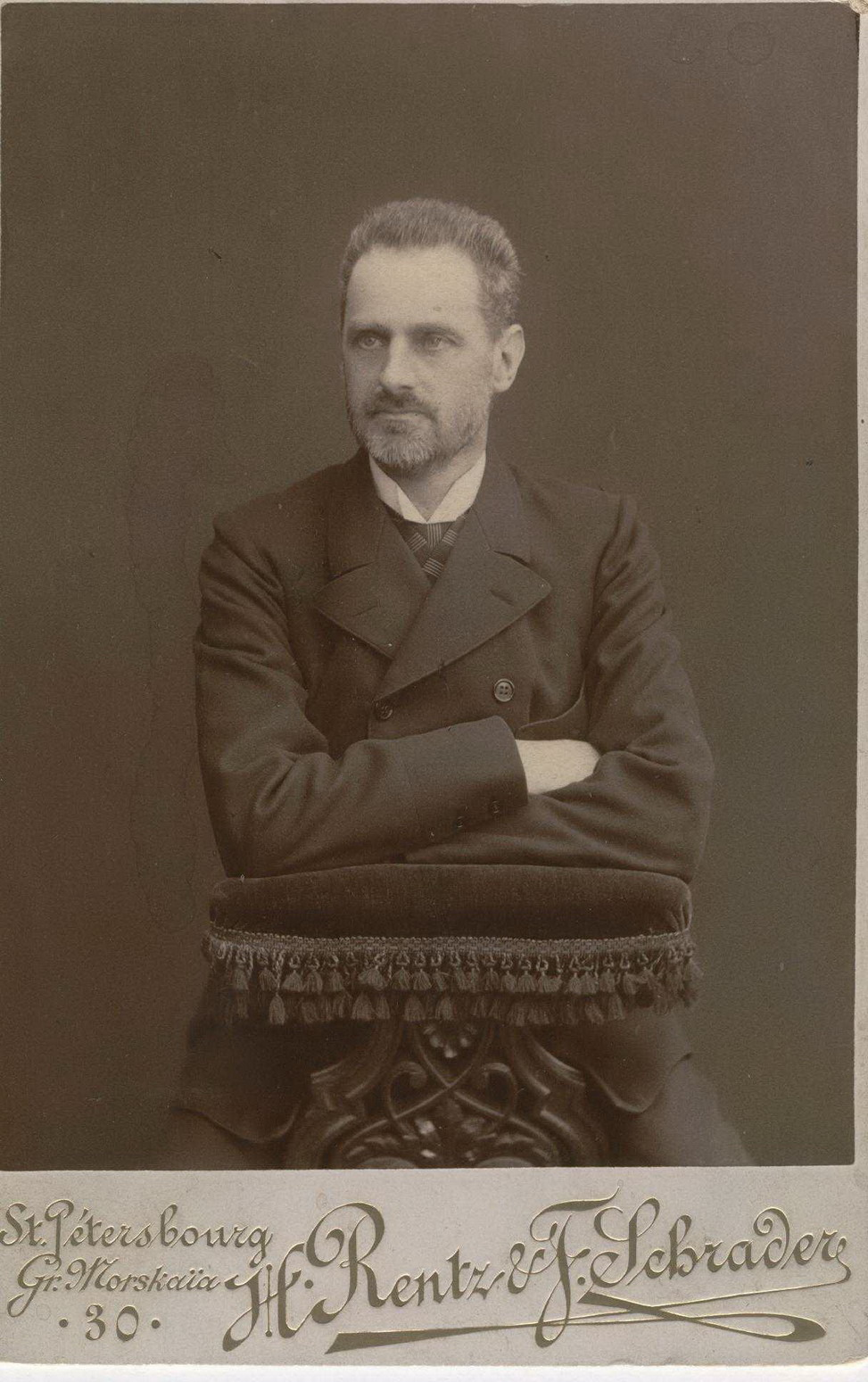
Hrabě Frederick Georg Magnus von Berg (1845–1938)
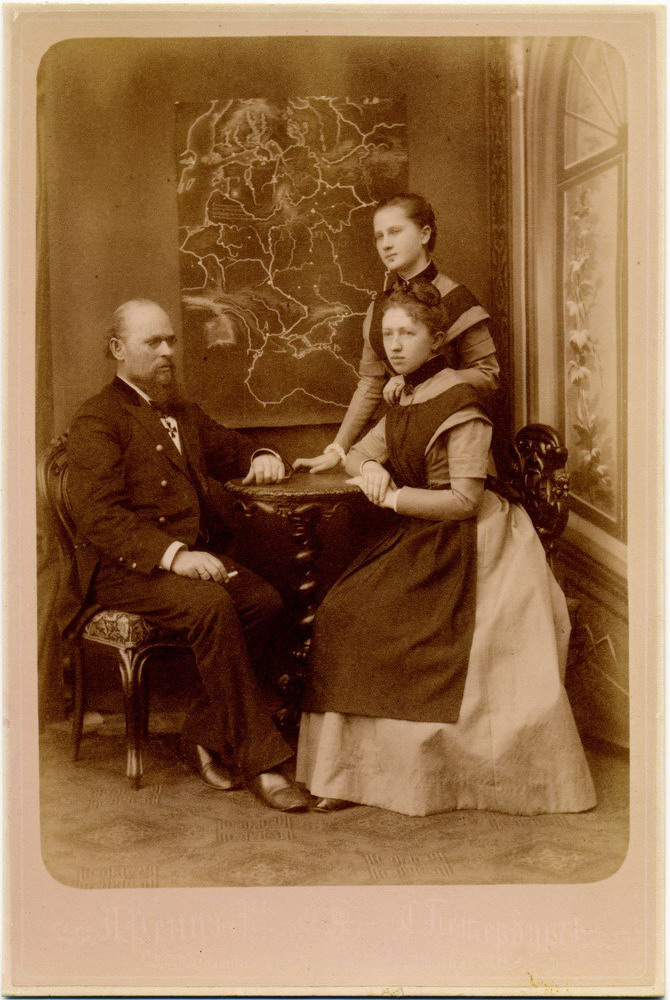
I. N. Michajlov, státní rádce
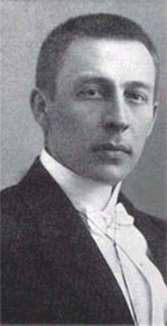
S. V. Rachmaninov (1873–1943), skladatel
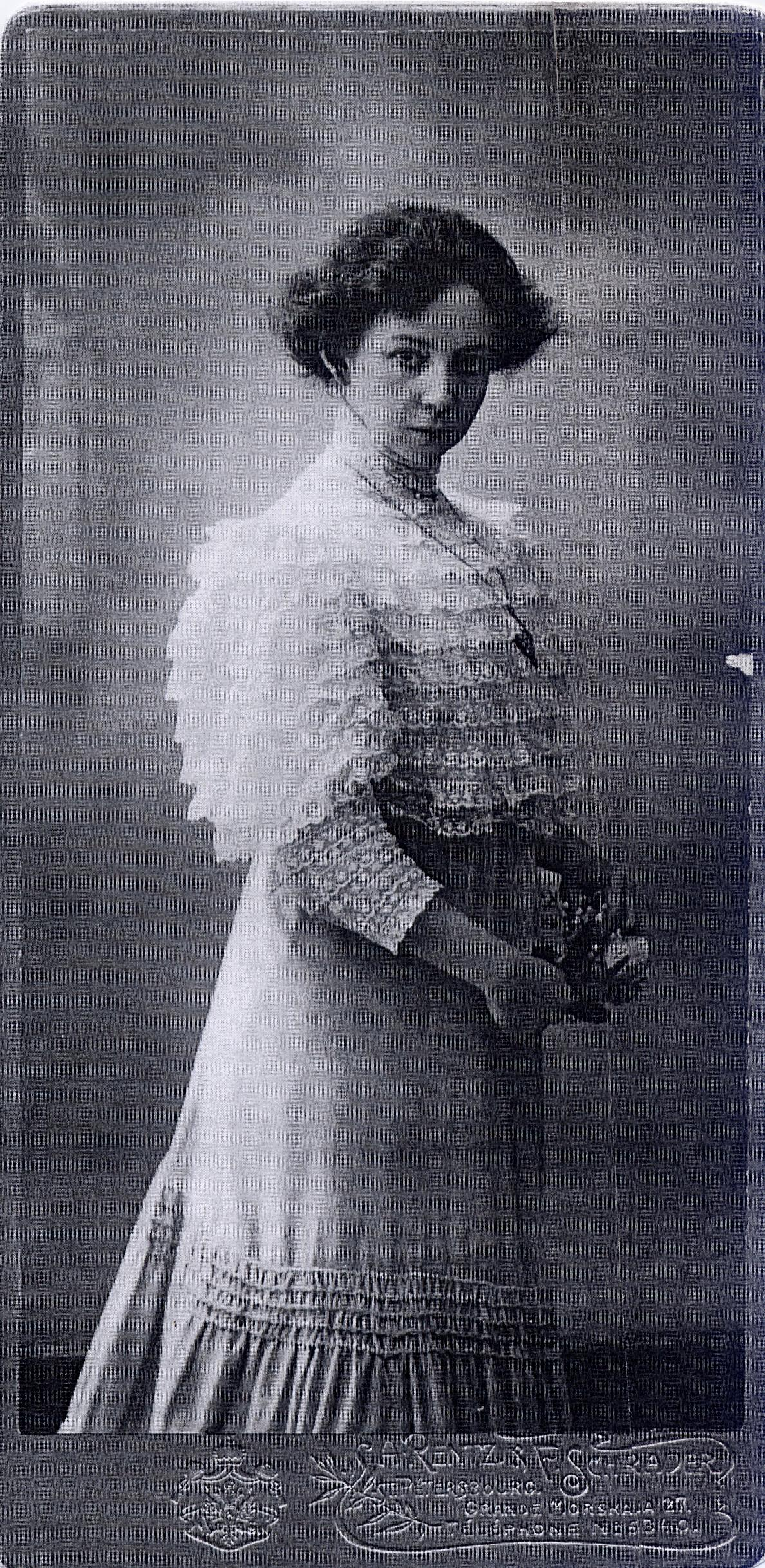
V. F. Komissarževskaja (1864–1910), herečka
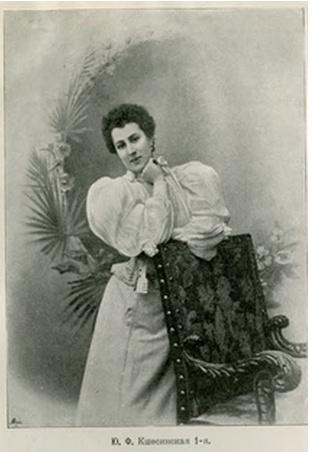
J. F. Kšesinskaja, ballerina z Mariinského divadla
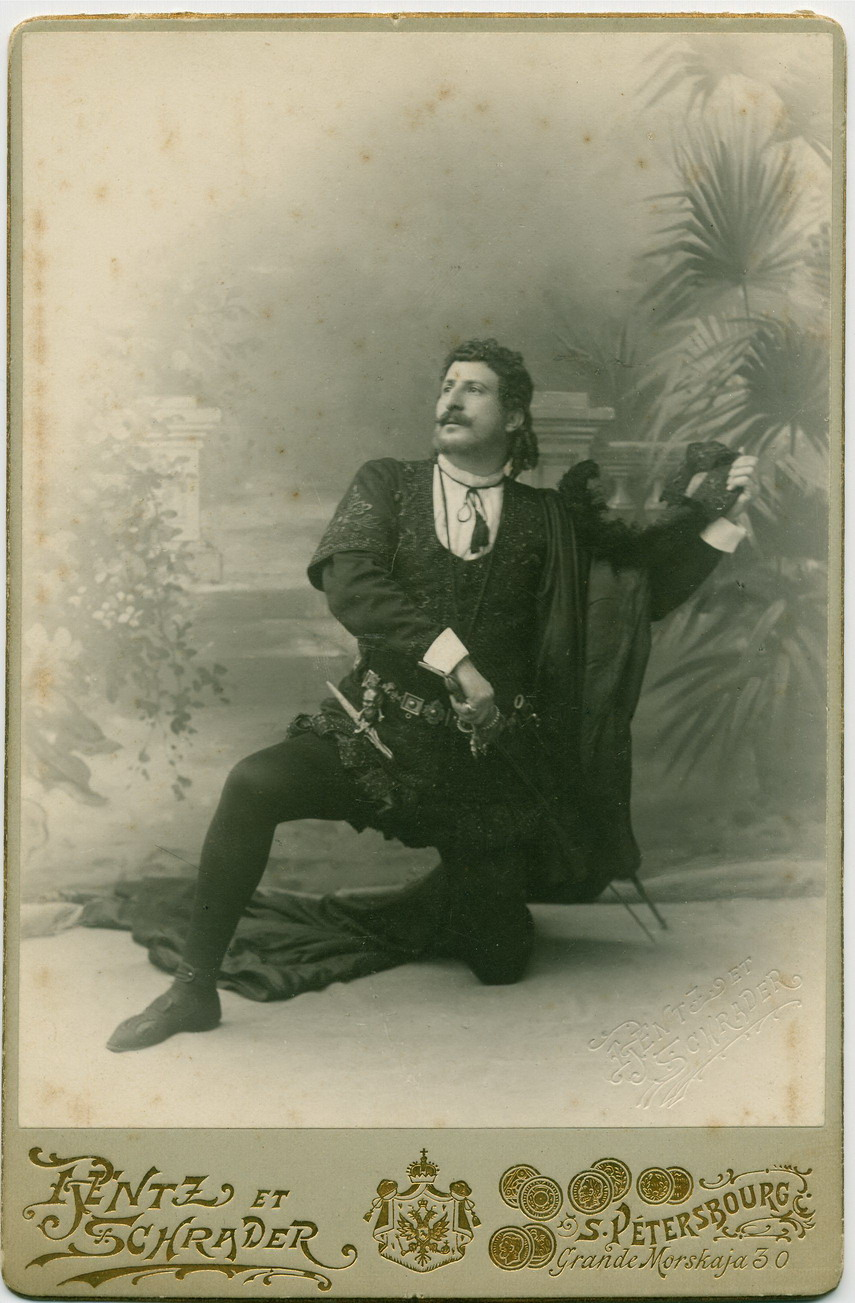
Mattia Battistini (1856–1927), italský operní umělec (baryton)
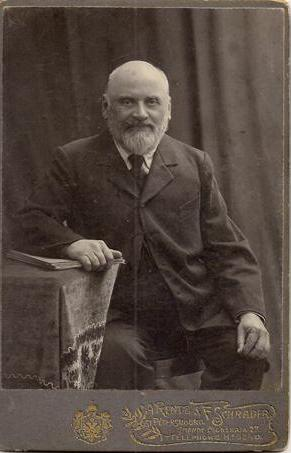
Milij Alexejevič Balakirev (1837–1910), skladatel a dirigent
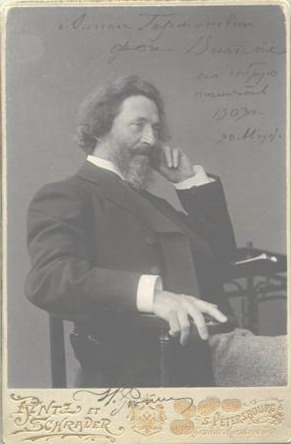
Ilja Repin (1844–1930), ruský umělec
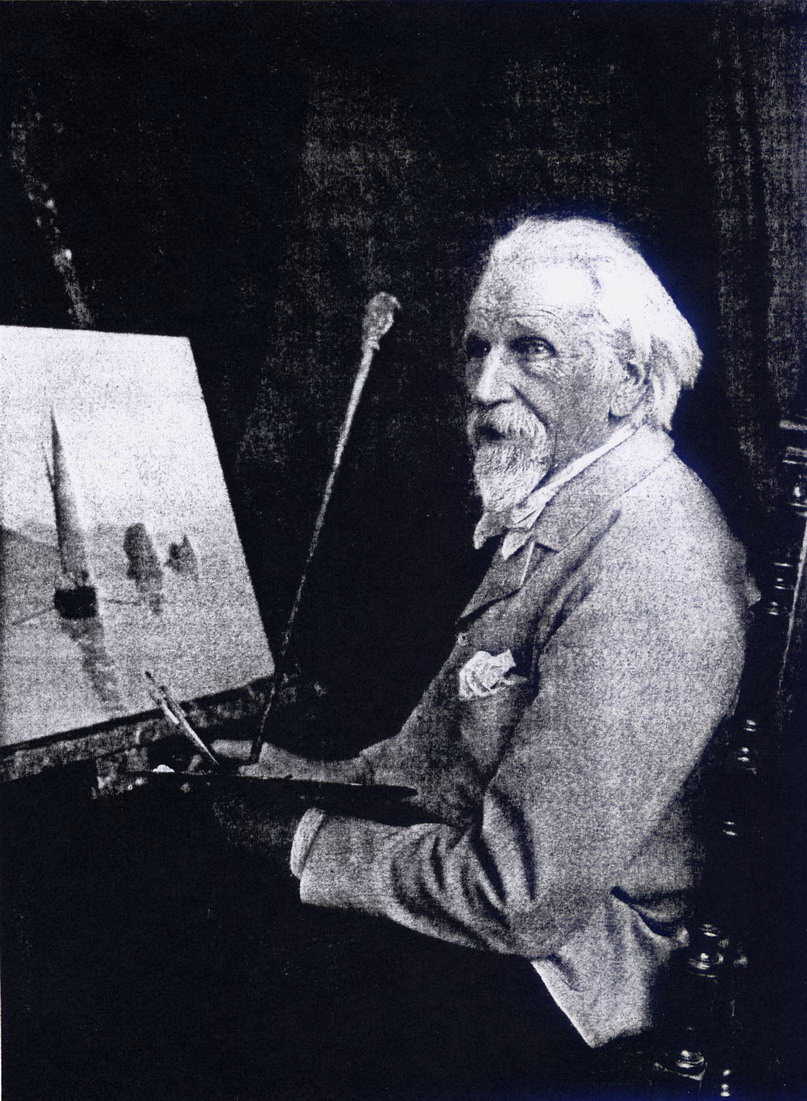
L. F. Lagorio (1827–1905), ruský malíř a akvarelista
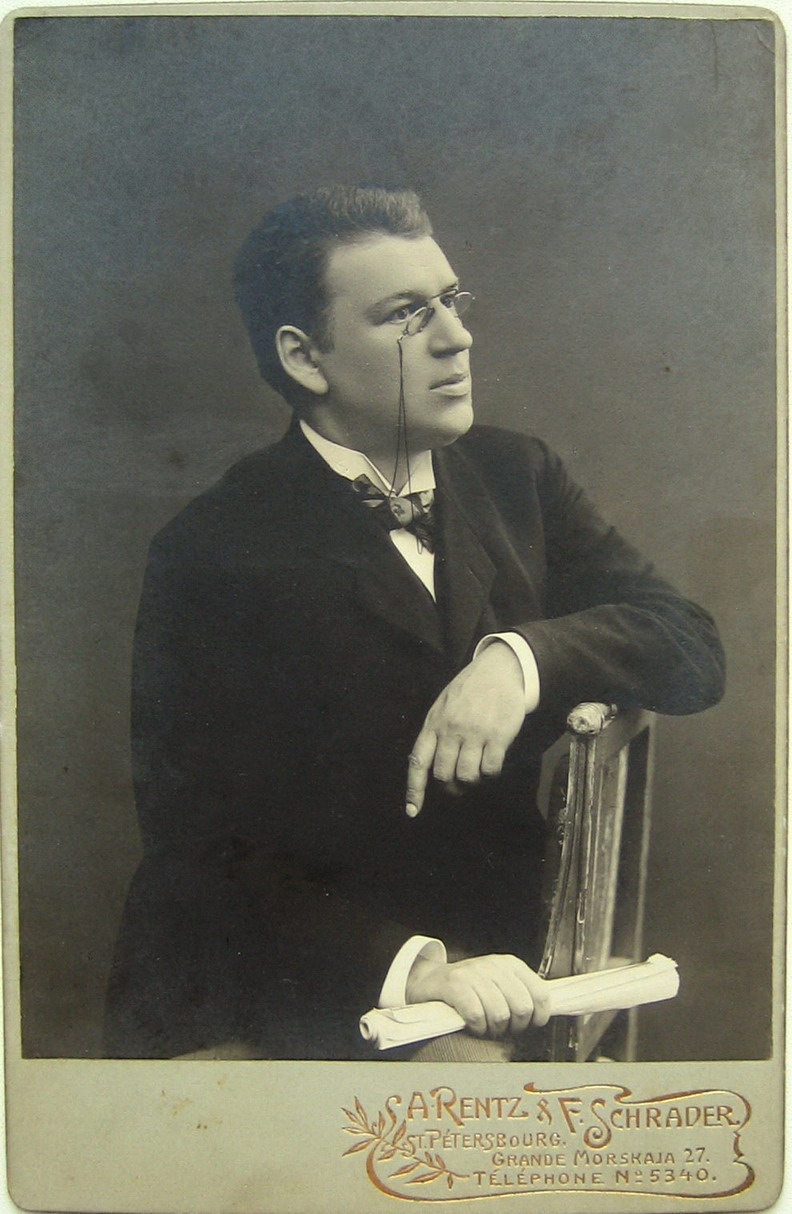
V. M. Doroševič (1865–1922), ruský prozaik, publicista, kritik
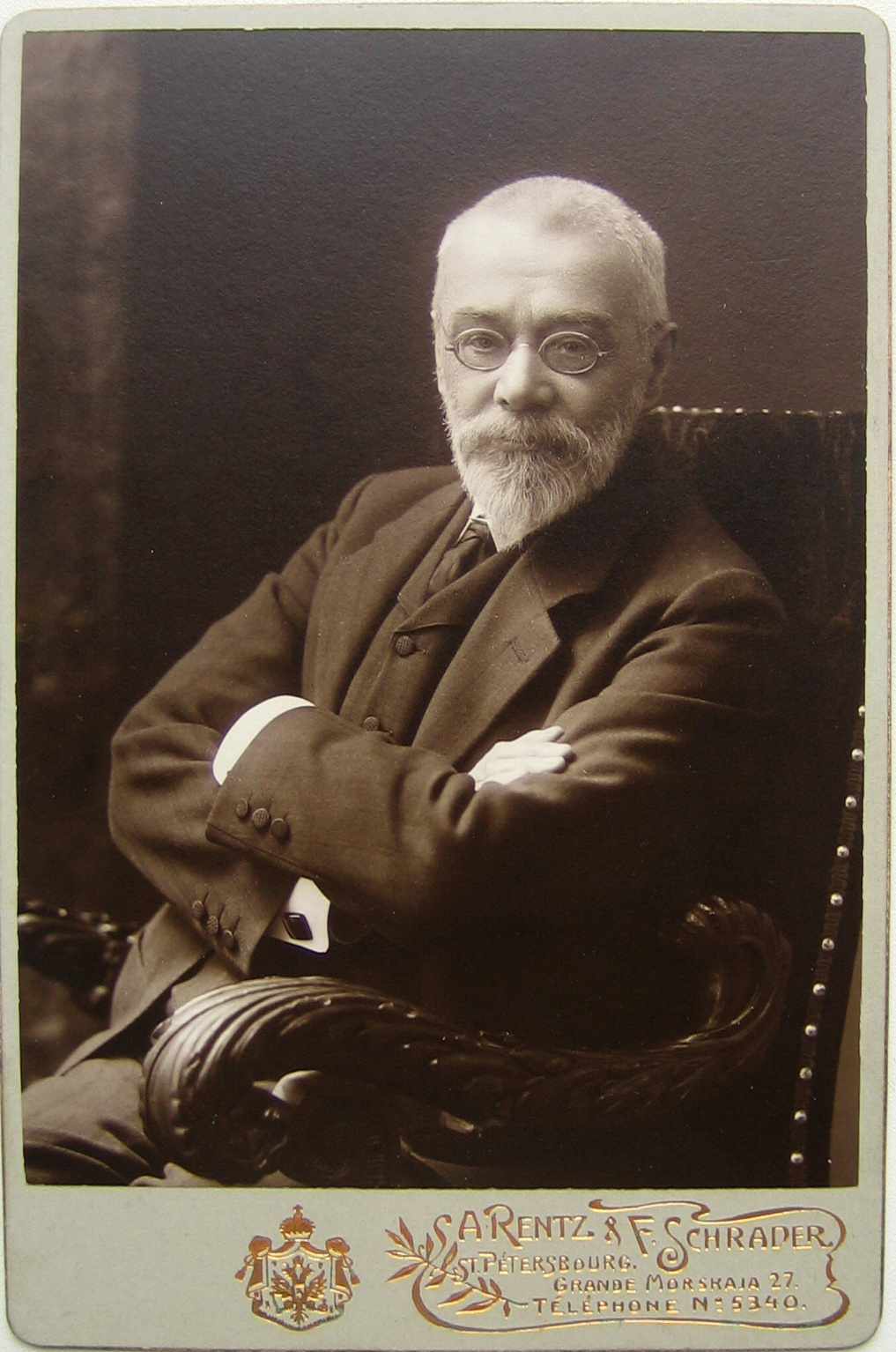
M. O. Menšikov (1859–1918), novinář, přítel A. P. Čechova
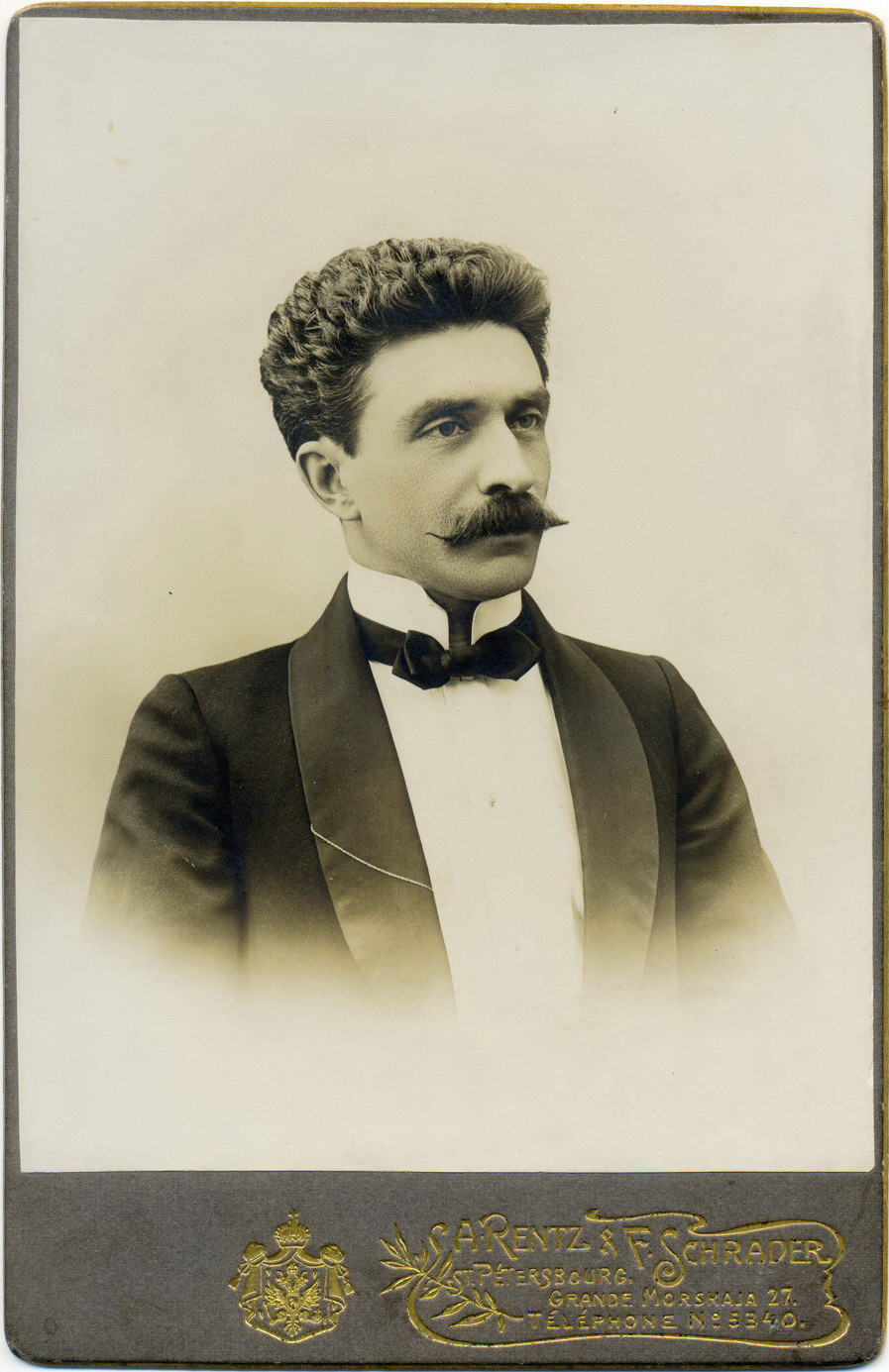
A. V. Širjajev (1867–1941), tanečník, choreograf, jeden z prvních režisérů filmu a animovaných filmů, ctěný umělec RSFSR
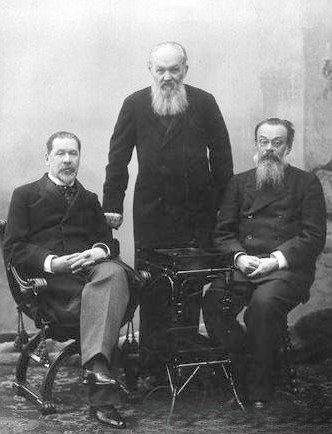
N. Gay, A. S. Suvorin, V. P. Burenin
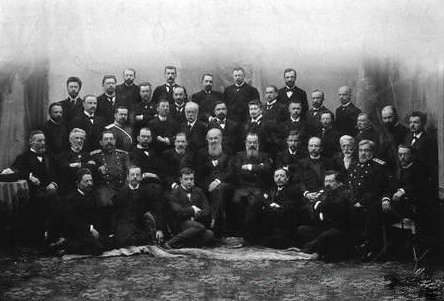
A. S. Suvorin se zaměstnanci vydavatelství Novoje vremja (Nový věk)
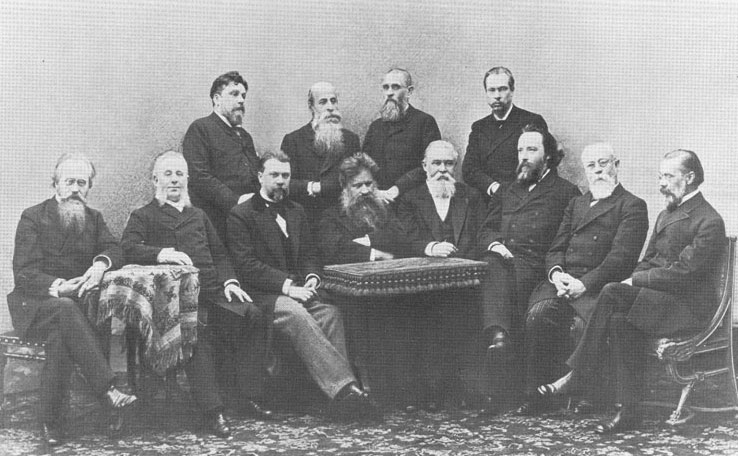
Výbor literárního fondu, vlevo spisovatel K. M. Stanjukovič
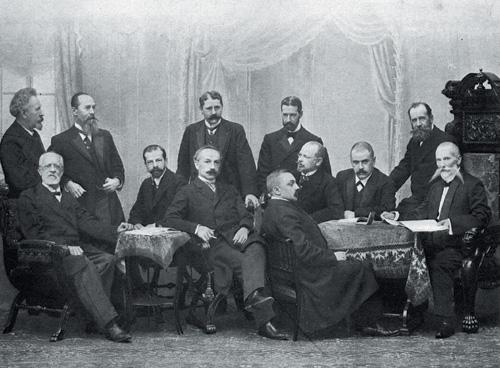
Členové V. oddělení Ruské císařské technické společnosti v roce 1904, třetí zleva F. G. Šrader
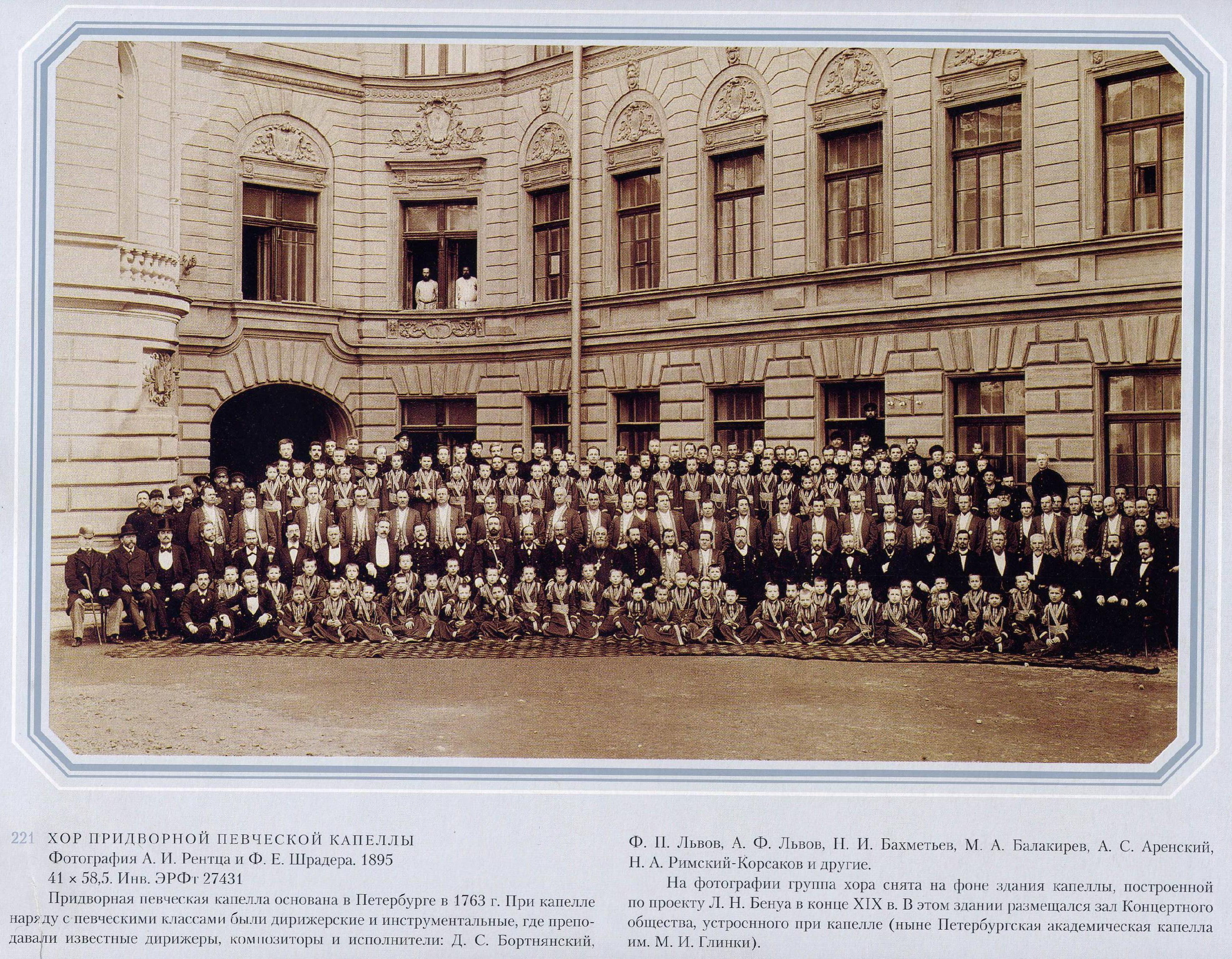
Pěvecký sbor, 1895
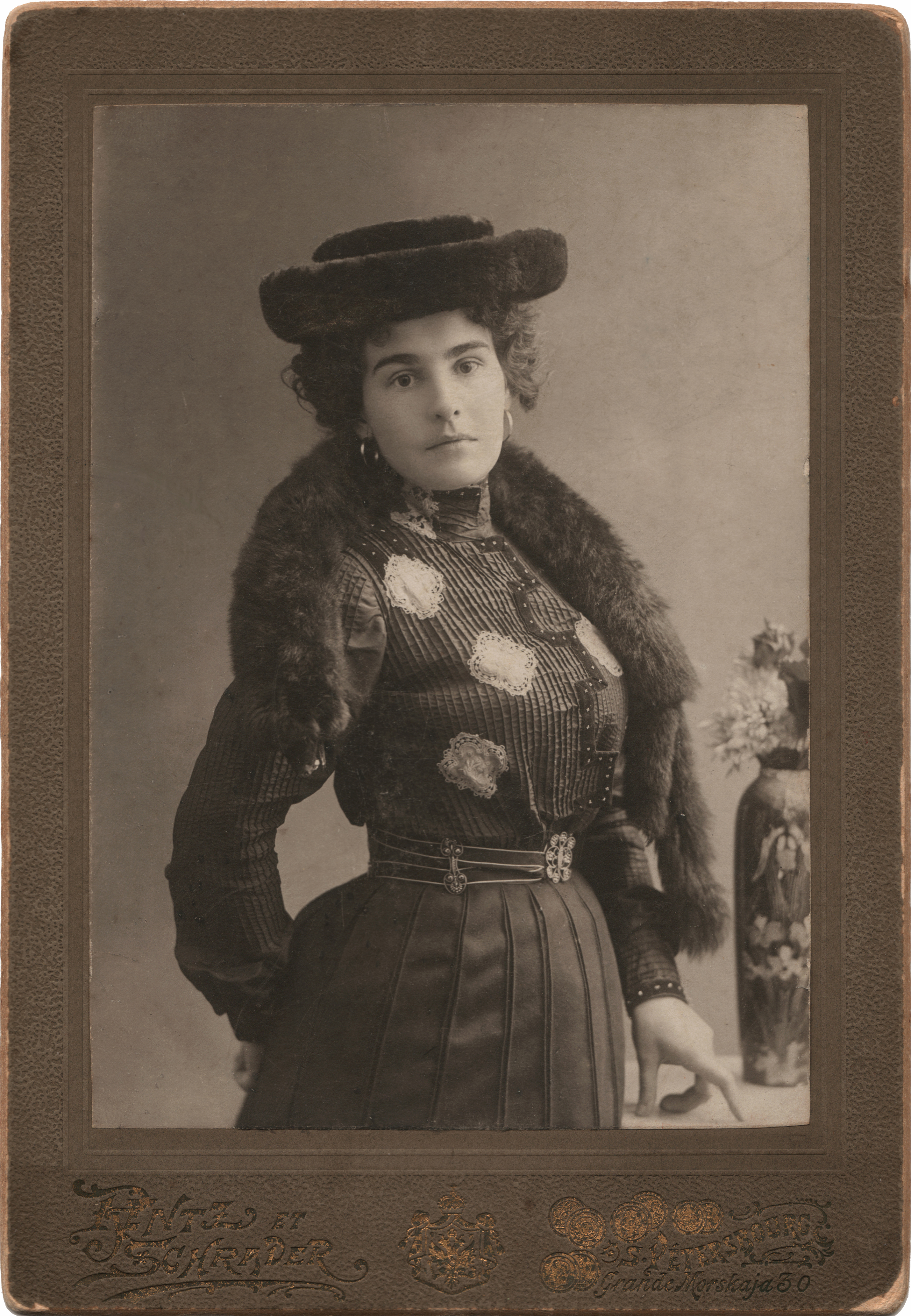
Maria Petrovna Chudobina, 1902
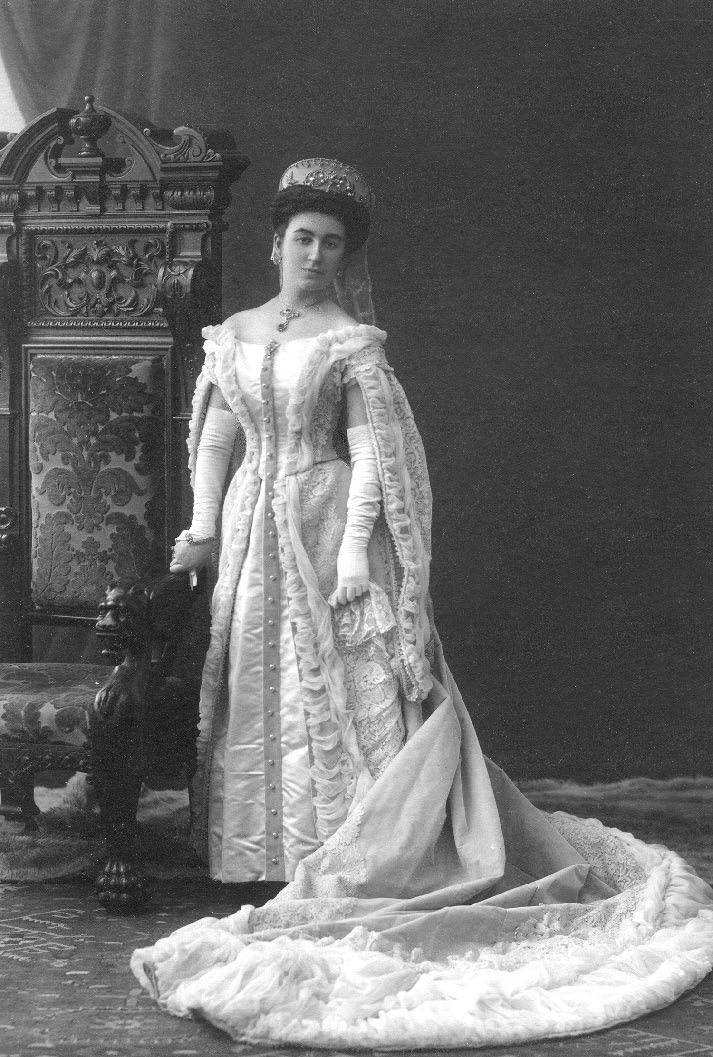
V. V. Komstadius

## Reklama a inzeráty

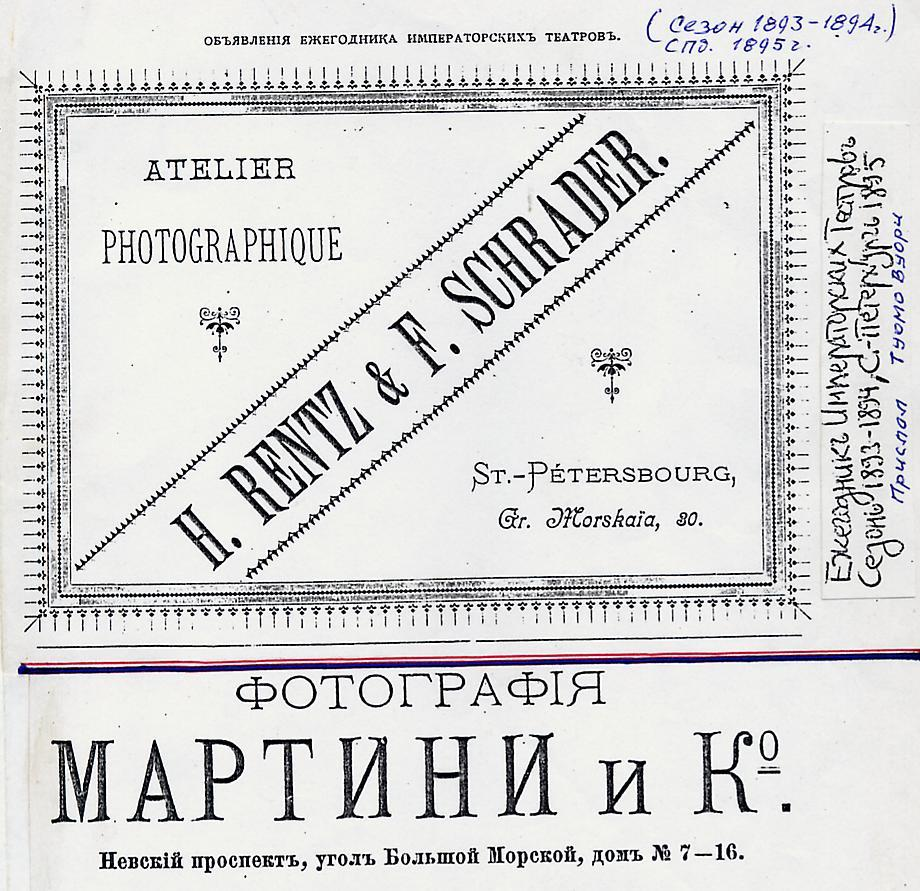
Ročenka císařských divadel období 1893–1894
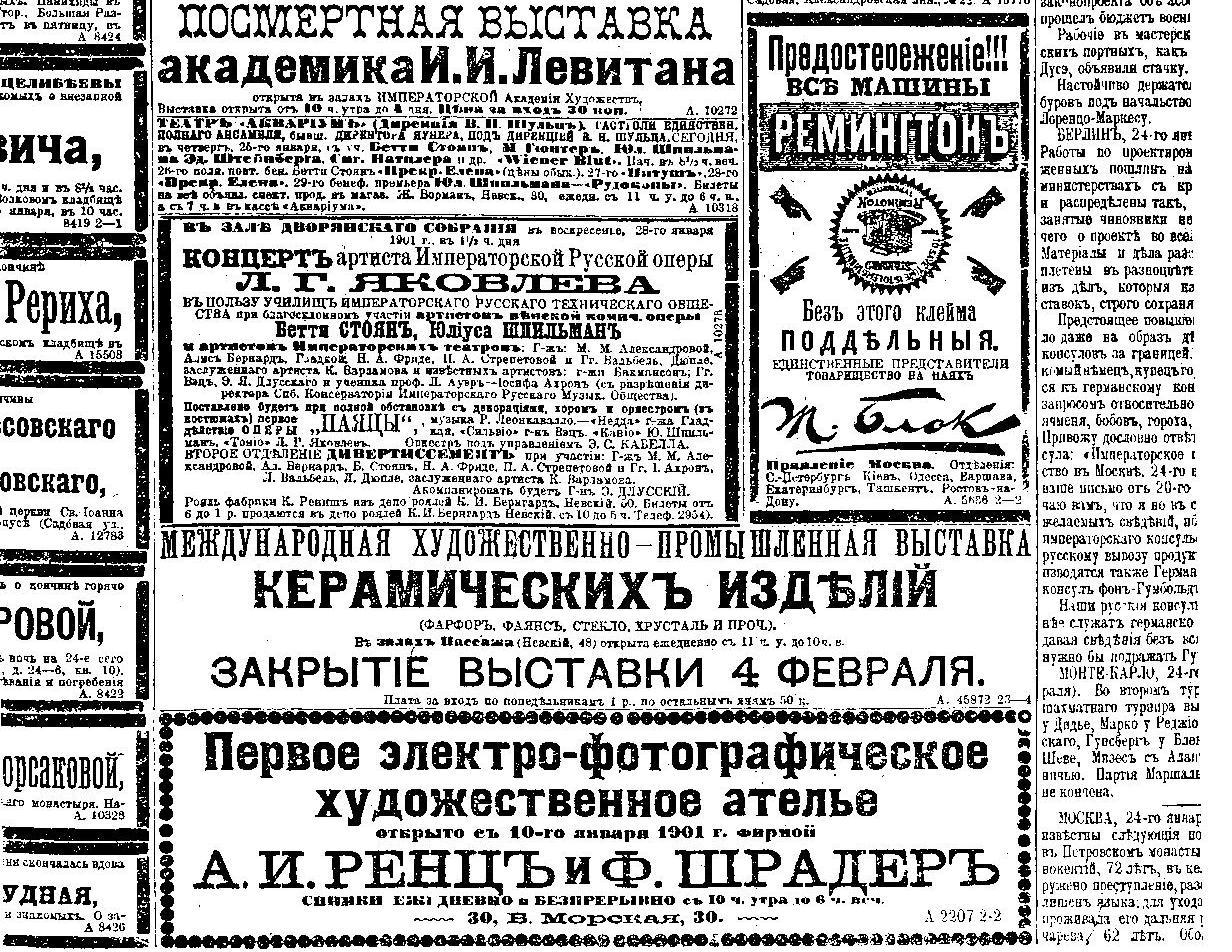
Noviny Novoje vremja leden 1901 (vydavatel A. S. Suvorin)